# Kuzminita
La kuzminita és un mineral de la classe dels halurs que pertany al grup de la calomelana. Rep el seu nom del mineralogista rus Aleksei Mikhailovich Kuzmin (1891–1980).

## Característiques
La kuzminita és un halur de fórmula química (Hg₂2+)(Br,Cl)₂. Cristal·litza en el sistema tetragonal. Es troba en forma de grans allargats, de fins a mig mil·límetre, en agregats i en masses pulverulentes. La seva duresa a l'escala de Mohs és 1,5, sent un mineral molt tou. Forma una sèrie de solució sòlida amb el calomelans, segons la quantitat de brom que conté.
Segons la classificació de Nickel-Strunz, la kuzminita pertany a «03.AA - Halurs simples, sense H₂O, amb proporció M:X = 1:1, 2:3, 3:5, etc.» juntament amb els següents minerals: marshita, miersita, nantokita, UM1999-11:I:CuS, tocornalita, iodargirita, bromargirita, clorargirita, carobbiïta, griceïta, halita, silvina, vil·liaumita, salmiac, UM1998-03-Cl:Tl, lafossaïta, calomelans, moschelita, neighborita, clorocalcita, kolarita, radhakrishnaïta, challacolloïta i hephaistosita.

## Formació i jaciments
Se n'ha trobat en cavitats en sulfurs de mercuri, i en filons de calcita en dipòsits de minerals de mercuri. Sol trobar-se associada a altres minerals com: eglestonita, lavrentievita, kadyrelita, calomelans, mercuri, corderoïta, cinabri o òxids de ferro. Va ser descoberta l'any 1986 a l'ocurrència de mercuri de Kadyrel, a la vall del riu Oorash-Khem (Tuva, Rússia). També se n'ha trobat a la mina Carolina, a Moschellandsberg (Renània-Palatinat, Alemanya).